# Zaburzenia rozwoju płci
Zaburzenia rozwoju płci, także zaburzenia determinacji i różnicowania płci – stany chorobowe związane z układem rozrodczym. Dokładniej mówiąc, terminy te odnoszą się do "wrodzonych schorzeń, w których rozwój płci chromosomalnej, gonadalnej lub anatomicznej jest nietypowy". Wyróżnia się różne rodzaje zaburzeń rozwoju płci, a ich wpływ na zewnętrzne i wewnętrzne organy rozrodcze jest bardzo zróżnicowany.
Termin ten wzbudził wiele kontrowersji, a badania wykazały, że osoby dotknięte tym zjawiskiem doświadczają jego negatywnego wpływu, a stosowana terminologia wpływa na wybór i stosowanie usług medycznych. Światowa Organizacja Zdrowia i wiele czasopism medycznych nadal przywołuje zaburzenia rozwoju płci jako cechy lub zaburzenia interpłciowe. Rada Europy i organizacja Inter-American Commission on Human Rights wezwały do dokonania przeglądu klasyfikacji medycznych, które niepotrzebnie medykalizują cechy interpłciowe. 
W oczekiwaniu na zaplanowane na 1 stycznia 2022 roku wejście w życie nowej klasyfikacji ICD-11 stosowany był nowy podział opracowany przez amerykańskie towarzystwo Lawson Wilkins Pediatric Endocrine Society (LWPES) oraz Europejskie Towarzystwo Endokrynologii Dziecięcej (ESPE). Tak jak w ICD-11, jest on oparty na klasyfikacji etiologicznej, w przeciwieństwie do poprzedniego opartego na morfologii gonad.

## Klasyfikacja wg konsensusu LWPES/ESPE
- Zaburzenia rozwoju płci z kariotypem 46,XX 
  - Związane z ekspozycją na androgeny
    - Przyczyna płodowa/łożyskowo-płodowa
      - Niedobór 21-hydroksylazy
      - Niedobór 11β-hydroksylazy
      - Niedobór dehydrogenazy 3β-hydroksysteroidowej
      - Niedobór oksydoreduktazy cytochromu P450
      - Niedobór aromatazy
      - Mutacja genu receptora glikokortykosteroidów

    - Przyczyna matczyna
      - Guz wirylizujący jajnika
      - Guz wirylizujący nadnerczy
      - Leki o działaniu androgennym

  - Związane z zaburzeniami rozwoju jajnika
    - Dysgenezja gonad z kariotypem XX
    - Jajnikowo-jądrowe ZRP
    - Jądrowe ZRP

  - Nieznanego pochodzenia
    - Związane z zaburzeniami przewodów moczowo-płciowych lub przewodu żołądkowo-jelitowego
- Zaburzenia rozwoju płci z kariotypem 46,XY 
  - Związane z zaburzeniami rozwoju jąder
    - Czysta dysgenezja gonad z kariotypem XY (Zespół Swyera)
    - Mutacja genu SRY
    - Zespół Denysa-Drasha (mutacja genu WT1)
    - Zespół WAGR
    - Delecja 11p13
    - Dysplazja kampomeliczna z mutacją genu SOX9
    - Agenezja gonad z kariotypem XY
    - O nieznanej przyczynie

  - Inne
    - Aplazja komórek Leydiga
    - Mutacja receptora LH
    - Lipoidowy przerost nadnerczy
    - Niedobór dehydrogenazy 3β-hydroksysteroidowej
    - Niedobór 17-hydroksylazy/17,20-liazy
    - Zespół przetrwałych przewodów Müllera

  - Zaburzenia aktywności androgenów
    - Defekty receptora androgenowego: całkowite i częściowe
    - Mutacje 5α-reduktazy
    - Zespół Smitha-Lemliego-Opitza
- ZRP zależne od chromosomów płci
  - Zespół Turnera
  - Zespół Klinefeltera
  - Mieszana dysgenezja gonad 45,X/46,XY
  - Chimeryzm 46,XX/46,XY

## Klasyfikacja ICD10
| kod ICD10       | nazwa choroby                                                |
| --------------- | ------------------------------------------------------------ |
| ICD-10: Q56     | Płeć niezdeterminowana i obojniactwo rzekome                 |
| ICD-10: Q56.0   | Obojniactwo, niesklasyfikowane gdzie indziej                 |
| ICD-10: Q56.1   | Męskie obojniactwo rzekome, niesklasyfikowane gdzie indziej  |
| ICD-10: Q56.2   | Żeńskie obojniactwo rzekome, niesklasyfikowane gdzie indziej |
| ICD-10: Q56.3   | Obojniactwo rzekome, nieokreślone                            |
| ICD-10: Q56.4   | Płeć niezdeterminowana, nieokreślona                         |
| ICD-10: E25     | obojniactwo rzekome żeńskie, z zaburzeniami kory nadnerczy   |
| ICD-10: E34.5   | obojniactwo rzekome męskie, z opornością na androgeny        |
| ICD-10: Q96-Q99 | obojniactwo rzekome z określoną aberracją chromosomalną      |